# 弘仁格
弘仁格（こうにんきゃく）は、平安時代初期に編纂・施行された格。全10巻。

## 編纂経緯
格式編纂の構想は、桓武天皇の頃から存在したが、嵯峨天皇の時代に「造格式所」を設置して、藤原冬嗣を総裁として藤原葛野麻呂・秋篠安人・藤原三守・橘常主・興原敏久らと事にあたらしめてから編纂事業が本格化した。
弘仁11年4月21日（820年6月5日）に弘仁格・弘仁式が同時に撰進され、その後修訂が加えられて10年後の天長7年10月7日（830年10月26日）に改めて撰進され、同年11月17日（同年12月5日）に施行されたが、その後完成した格式にも不備が見つかったために、さらに筆削が行われ、承和7年4月20日（840年5月24日）に「改正遺漏紕繆格式」として改めて頒行が行われた。現存の弘仁格・弘仁式の条文はこの改正後のものと考えられている。

## 内容
大宝元年（701年）から弘仁10年（819年）までの119年間に施行された詔・勅・官符・官奏などのうち重要なものを関連する官司別に編纂し、それに適切な配置先がないものは雑格に含められた。また、編纂時点で有効な法規を原文に従って採録しているが、採録されたものでも一部条文が無効とされている場合にはその部分については削除して、有効な条文のみを掲載している。
原文は全巻亡失しているが、『弘仁格抄』（後述）によってその篇目が知ることが出来、『類聚三代格』及び『政事要略』に収められた逸文などによってその内容の多くを知ることが出来る。また、弘仁格の序は『本朝文粋』にも採録されている。

## 巻次構成
- 巻一 神祇官・中務省
- 巻二・巻三 式部省
- 巻四 治部省
- 巻五・巻六・巻七 民部省
- 巻八 兵部省
- 巻九 刑部省・大蔵省・宮内省・弾正台・京職
- 巻十 雑格（その他）

## 弘仁格抄
弘仁格抄（こうにんきゃくしょう）とは、弘仁格に採録された個々の詔・勅・官符・官奏の要旨と発出された年月日を掲載された順序に従って、抄出したものである。官符・官奏の場合は、事書まで記載するが、詔・勅は発出年月日によってどの天皇の代のものかが明らかとなるために単に「詔」・「勅」とのみ示されている。現存する最古のものは、九条家に伝えられていた鎌倉時代後期に書写されたと見られる写本上下巻（冒頭から巻一神祇官の前半部を欠落）があり、現在は宮内庁書陵部にて保管されている。